# Marraine ou presque
Pour plus de détails, voir Fiche technique et Distribution.
Marraine ou presque (Godmothered) est une comédie fantastique américaine réalisée par Sharon Maguire et sorti en 2020 sur le service Disney+.
Le film se déroule dans un monde magique. Eleanor, une apprentie fée marraine apprend que la profession est sur le point de disparaître. Persuadée qu'elle peut prouver qu'être une fée marraine est encore utile, elle décide de se rendre dans le monde réel pour aider Mackenzie Walsh, une jeune fille dont les vœux ont toujours étés ignorés par les autres marraines. Néanmoins, elle découvre que Mackenzie est maintenant adulte et ne croit plus que sa vie peut aller mieux. Eleanor va devoir lui prouver le contraire.

## Synopsis
Dans un endroit magique appelé le pays des fées, les fées marraines s'entraînent pour qu'elles puissent exaucer les souhaits des gens. Parmi eux se trouve la plus jeune et la seule fée qui n'est pas âgée, Eleanor Fay Bloomingbottom qui s'engage joyeusement dans le métier bien qu'elle ne soit pas très bonne dans ce métier. Les marraines s'en tiennent à une "formule" dont beaucoup se sont ennuyés (comme le véritable amour d’une personne charmante, le château, etc.). Eleanor apprend que l’école va bientôt être fermée, car personne ne fait plus de souhaits, et qu'elles devront se reconvertir en fées des dents. Déterminée, Eleanor vérifie la salle de mission et découvre une lettre d'une fillette de 10 ans nommée Mackenzie Walsh et décide de l'aider. Elle est aidée par l'élève la plus âgée, Agnès, qui l'avertit que si elle est découverte, l'école fermera et, pire encore, ses pouvoirs lui seront retirés.
Eleanor se retrouve dans le monde réel où un camionneur amical l'emmène à Boston, où, à son grand choc et à sa consternation, Mackenzie est maintenant une misérable mère célibataire de 40 ans qui travaille dans une studio de télévision d’info avec une audience faible. Elle parvient à la convaincre qu'elle est une fée marraine en montrant sa magie et Mackenzie décide de la ramener chez elle à ses deux filles, Mia et Jane, et à sa sœur Paula, qui aide à s'occuper des enfants. Mackenzie a du mal à élever ses enfants car Jane a de l'anxiété sociale quand il s'agit de chanter, ce qu'elle doit faire pour son lycée. Eleanor est forcée de dormir au sous-sol et en vient à croire, sur la base d'un commentaire de Mackenzie, que son mari l’a trompé pour une prof de pilâtes.
Eleanor commence à affecter la vie de la famille lorsqu'elle commence à travailler avec Mackenzie et rencontre ses collègues Duff et Hugh Prince, dont ce dernier a des sentiments pour Mackenzie, pour le plus grand plaisir d'Eleanor. Eleanor crée accidentellement une explosion colorée dans le ciel et crée plus tard une panne d'électricité dans toute la ville. Elle devient une sensation virale à la suite d'un accident de traîneau, ce dernier donnant à la chaîne d'info des cotes d'écoute la plus élevées. Eleanor apprend de Mia que le mari de Mackenzie est décédé et se rend compte que cela est lié à l'anxiété de Jane et l'aide en la faisant chanter "My Favorite Things" en public. Pendant ce temps, le nouvel optimisme de Mackenzie la convainc de se faire relooker et elle commence à traîner davantage avec Hugh ; lui-même un père divorcé avec un fils.
Agnès dit à Eleanor qu'elle perdrait ses pouvoirs, si elle ne parvient pas à trouver le véritable amour de Mackenzie avant minuit de la nuit suivante. Elle convainc Mackenzie d'assister à une fête organisée par leur patron sans scrupules Grant et tente d'utiliser ses pouvoirs pour la faire tomber amoureuse de Hugh. Cela échoue et Mackenzie la réprimande pour avoir essayé d'entraver sa vie. Leur argument est entendu par tout le monde à la fête avec Grant croyant que toutes les histoires récentes ont été planifiées. Quand Eleanor lui révèle qu’elle à fait sa pour éviter d’être une fée des dents, Mackenzie demande à Eleanor de partir, bien que Paula trouve son livre de fée marraine et se lance à sa recherche. À la surprise de Mackenzie, Grant veut qu'Eleanor revienne pour l'exploiter pour augmenter l’audimat. Lorsque Mackenzie refuse, Grant la licencie et Hugh démissionne après avoir révélé qu'on lui avait offert un autre emploi.
Mackenzie apprend que Jane a encore de l'anxiété, car elle a besoin de chanter pour le lycée au festival de Noël ce soir-là. Ils trouvent Paula essayant d'aider Eleanor à créer un carrosse en citrouilles. Ils lui disent qu'ils ont besoin d'elle et elle crée un carrosse en pastèque pour les emmener au spectacle à l'heure. Jane se produit en utilisant la guitare de son père devant un public stupéfait. Moira, la directrice, arrive pour ramener Eleanor chez eux en qualifiant Mackenzie de cause perdu. Cependant, Eleanor l'informe qu'elle se rend compte que la formule est datée et que tout le monde a sa propre idée du véritable bonheur. Après les encouragements des Walshes et du public, Moira reconsidère l’utilité d’Eleanor et les deux reviennent avec la mission terminée.
Dans l'épilogue, rendu dans l'animation traditionnelle, Eleanor est devenue enseignante au pays des fées où elle enseigne à des nouveaux enfants marraines de la nouvelle façon d’apporter le bonheur.

## Fiche technique
Sauf indication contraire, les informations mentionnées dans cette section peuvent être confirmées par la base de données cinématographiques IMDb,  présente dans la section « Liens externes ».
- Titre original : Godmothered
- Titre français et québécois : Marraine ou presque
- Titre de travail : Frills
- Réalisation : Sharon Maguire
- Scénario : Kari Granlund et Melissa Stack
- Direction artistique : Charlie Daboub
- Costumes : Renee Ehrlich Kalfus
- Photographie : Christopher Norr
- Montage : Gary Dollner
- Musique : Rachel Portman
- Production : Justin Springer
- Producteurs délégués : Amie Karp, Ivan Reitman et Diane L. Sabatini
- Sociétés de production : Walt Disney Pictures et The Montecito Picture Company
- Société de distribution : Disney+ (streaming) / Walt Disney Studios Motion Pictures (globale)
- Pays d'origine :  États-Unis
- Langues originales : anglais
- Format : couleur - 2.05 : 1 - son Dolby Digital
- Genre : Comédie fantastique
- Durée : 113 minutes
- Date de sortie : Monde 4 décembre 2020 sur Disney+

## Distribution
- Jillian Bell (VF : Jessica Barrier) : Eleanor
- Isla Fisher (VF : Marie Chevalot) : Mackenzie Walsh
  - Erica Parks (photo) et Isabelle McNamara (voix) : Mackenzie jeune
- Jane Curtin (VF : Josiane Pinson) : Moira
- Mary Elizabeth Ellis (VF : Flora Brunier) : Paula Walsh
- Santiago Cabrera (VF : Valentin Merlet) : Hugh Prince
- Jillian Shea Spaeder (VF : Camille Timmerman) : Jane Walsh
- Willa Skye (VF : Élina Solomon) : Mia Walsh
- Artemis Pebdani (en) (VF : Audrey Sourdive) : Duff
- Utkarsh Ambudkar (VF : Eilias Changuel) : Grant
- Stephnie Weir (en) (VF : Laurence Dourlens) : Barb
- Ken Kansky : Murray
- June Squibb (VF : Cathy Cerdà) : Agnes / la narratrice
- Carlease Burke : Greta

## Production

### Développement
En septembre 2019, il est dévoilé que Walt Disney Pictures développe un film centré sur une fée marraine, intitulé Godmothered à destination du service Disney+. Il est dans un premier temps rapporté que ce dernier pourrait mettre en scène la marraine du film Cendrillon. La même année, Sharon Maguire signe pour réaliser le film et les scénaristes Kari Granlund et Melissa Stack signent le script.

### Attribution des rôles
En janvier 2020, Jillian Bell et Isla Fisher rejoignent la distribution pour interpréter les rôles principaux. En fin de mois, Jane CurtinMary Elizabeth Ellis, Jillian Shea Spaeder, Willa Skye, Santiago Cabrera, Artemis Pebdani, Utkarsh Ambudkar, Stephnie Weir, Ken Kansky, June Squibb et Carlease Burke sont annoncés. En avril 2020, il est dévoilé que Rosalind Chao joue dans le film, sans plus de précisons.

### Tournage
Le tournage du film commence le 20 janvier 2020 démarre dans le Massachusetts sous le titre de travail Frills. Il s'est terminé en avril 2020, juste avant l'arrêt des tournages en raison de la pandémie de Covid-19.

### Musiques
Rachel Portman a composé la musique du film. L'actrice Jillian Shea Spaeder, qui joue dans le film, a enregistré deux chansons pour le film : Rise Up (Joy to the World) et Hero.